# Acidiostigma montana
Acidiostigma montana är en tvåvingeart som beskrevs av Wang 1996. Acidiostigma montana ingår i släktet Acidiostigma och familjen borrflugor. Inga underarter finns listade i Catalogue of Life.